# Panic Station
«Panic Station» —en español: «Estación del pánico» - es una canción de la banda británica de rock alternativo Muse. Fue lanzada como el quinto sencillo de su sexto álbum de estudio de 2012, The 2nd Law.
«Panic Station» llegó al número #2 del US Billboard Alternative Chart, incluso antes de que fuera lanzada como sencillo. La canción también recibió una nominación a "Mejor Canción de Rock" en los Premios Grammy de 2014.

## Descripción
En palabras de Bellamy en una entrevista en la BBC Radio 1, esta pista cuenta con instrumentos de viento metal. Muse citaron a Prince como inspiración para los efectos de la música de los años 80. La canción transmite un feel "histérico" que se refleja en elementos dementes de los años 80 como los ritmos de batería «Let's Dance» de David Bowie al revés y riffs reminiscentes de «Suicide Blonde» de INXS. Bellamy explicó: "Es como «Scary Monsters» de Bowie cruzado con Primus. Hacer una pista de funk era para nosotros recordar a Rush y Primus, las cosas más de slap-bass que nos gustaban". Howard también habló de "esos sonidos de batería grandes, espaciosos, húmedos y masivos. Comenzó a evocar recuerdos de canciones que habíamos escuchado en los 80 de Prince y Stevie Wonder y queríamos llevarlo en esa dirección".
El solo de guitarra en la sección central se asemeja al de “Hysteria”, y la parte del bajo a la de “We Care a Lot” de Faith No More.

## Vídeo musical y controversia
El vídeo musical muestra a los miembros de la banda (incluyendo Morgan Nicholls, músico que los acompañaba en los directos) vestidos de forma extravagante y caminando por las calles de Shibuya, en Tokio, en busca de la "panic station". Fue filmado en enero de 2013 y lanzado el 22 de abril del mismo año. 
El vídeo original mostraba por error la bandera del Sol Naciente en los primeros segundos, algo que enfureció a muchas personas de Japón, pues esta bandera representa al militarismo japonés de la Segunda Guerra Mundial. La banda se disculpó por Twitter y reemplazó la versión original con una actualizada en la que aparece la bandera oficial actual de Japón.

## Recepción
Los críticos compararon la canción con los estilos de Queen, Michael Jackson, Prince, Talking Heads y David Bowie, pero sin llegar a lograr la majestuosidad de estos.
El sitio web de entretenimiento A.V. Club declaró «Panic Station» la canción más pegadiza del álbum. "No es difícil imaginar a Bellamy paseándose por el escenario como Michael Hutchence, destilando sexo con su impresionante falsete respaldando riffs de metal-pop. Sería un verdadero triunfo si no sonara tanto como otra banda."

## Lista de canciones
| Descarga digital |                                                     |          |  |
| N.º              | Título                                              | Duración |  |
| 1.               | «Panic Station»                                     | 3:04     |  |
| 2.               | «Panic Station (Alternate Version Mixed by Madeon)» | 2:53     |  |

| CD promocional |                                                                     |          |  |
| N.º            | Título                                                              | Duración |  |
| 1.             | «Panic Station» (Album Version)                                     | 3:04     |  |
| 2.             | «Panic Station» (Clean Version)                                     | 3:04     |  |
| 3.             | «Panic Station (Alternate Version Mixed by Madeon)» (Album Version) | 2:53     |  |
| 4.             | «Panic Station (Alternate Version Mixed by Madeon)» (Clean Version) | 2:53     |  |

## Vídeo musical
Como cuando el vídeo de "Madness" iba a ser publicado, Muse publicó 5 gifs animados en su sitio de tumblr, haciendo la vista previa del vídeo el 19 de abril de 2013. Fue filmado en enero de 2013 en Japón durante la gira musical del álbum The 2nd Law en ese país.

### Controversia
El vídeo original contaba con la bandera del Sol Naciente en el principio. Esto provocó la ira de varios usuarios de YouTube, haciendo así que la banda pidió disculpas y volvieron a subir una nueva versión del vídeo, en el cual reemplazaron a la bandera del Sol Naciente por la bandera japonesa. Además, es la primera canción de un álbum de la banda que contiene una lisura en ella.

## Posicionamiento en listas
| Lista (2012–13)                        | Mejor posición |
| -------------------------------------- | -------------- |
| Bélgica (Flandes) (Ultratop 50)        | 19             |
| Bélgica (Valonia) (Ultratop 50)        | 30             |
| Canadá (Active Rock)                   | 17             |
| Canadá (Alternative Rock)              | 9              |
| Estados Unidos (Alternative Songs)     | 2              |
| Estados Unidos (Mainstream Rock Songs) | 40             |
| Estados Unidos (Rock Airplay)          | 6              |
| Estados Unidos (Rock Songs)            | 27             |
| Francia (SNEP)                         | 107            |
| Reino Unido (UK Rock Chart)            | 4              |